# Championnat du monde féminin de curling 2008
Navigation
Édition précédente Édition suivante
Le Championnat du monde féminin de curling 2008, trentième édition des championnats du monde de curling, a eu lieu du 22 au 30 mars 2008 à Vernon, au Canada. Il est remporté par le Canada.